# Danestal
Danestal település Franciaországban, Calvados megyében. Lakosainak száma 379 fő (2022. január 1.). Danestal Annebault, Bonnebosq, Branville, Cresseveuille, Beaufour-Druval és Heuland községekkel határos.

## Népesség
A település népességének változása:
| Lakosok száma | 174  | 151  | 199  | 265  | 357  | 369  | 385  | 403  | 404  | 379  |
|               | 1968 | 1982 | 1990 | 2006 | 2013 | 2015 | 2017 | 2019 | 2020 | 2022 |